# Trek (группа)
Trek — советская и русская хард-рок-группа.

## История группы
Группа образовалась в 1977 году.
Постоянный состав определяется в 1980 году. В 1982 году выходит первый магнитоальбом. В него вошли композиции, ставшие классикой хабаровского рока: «Пески», «Летящий за черту» и баллада «Мироздание».
В 1990 году «Trek» становится лауреатом фестиваля «Интершанс-90» (Москва) и получает приглашение участвовать в советско-японском фестивале в городе Вакканай «Peace Of North Bolder».
В 1991 году группа участвует в советско-японо-американском фестивале во Владивостоке.
В 1995 году выходит CD группы «Blessed to Feel» — первый CD дальневосточной группы. К этому моменту в Хабаровске появляется большое количество групп, и «Trek» решает создать рок-клуб «Roxy», который был открыт 24 июня 1995 года.
В 1996 году «Trek» принимает участие в российско-американском фестивале во Владивостоке «ВладиРОКсток-96». На фестивале инкогнито был менеджер группы «Nazareth». Он приглашает «Trek» для совместного концерта с «Nazareth» во Владивостоке. Гастроли «Nazareth» совпадают с 50-летием Дэна Маккаферти, и группа «Trek» также официально приглашается на празднование юбилея. Маккаферти назвал музыку «Trek» в эксклюзивном интервью для TVA «лучшей, что слышал в России». Однако внезапно часть музыкантов группы «Trek» уезжает за границу, часть остается, и в предыдущем составе практически перестает существовать.
2006 год. Уже Москве двумя основными музыкантами группы, гитаристом и композитором Юрием «Пепсом» Мирошниченко и вокалистом Владимиром Котовым, «Trek» снова возрождается.
2007 год. Группа отмечает своё 30-летие.
С 2008 по 2011 год группа выступала под названием «Trek Division».
В 2011 году группа была расформирована.
В 2012 году Peps принял решение создать новую группу, которая теперь носит название «Peps Division». Первым в состав был приглашен один из бывших участников группы «Trek» — барабанщик Peter Cash. Должность вокалиста занял Morty Blaze, также являющийся участником «Major Liga», а место бас-гитариста получил Ice D. В основу музыкальной концепции проекта лег столь любимый многими хард-рок старой школы.
В 2013 году по многочисленным просьбам друзей и поклонников группа «Trek Division» была вновь сформирована в составе: Юрий «Пепс» Мирошниченко — гитара, бэк-вокал, Владимир Котов — вокал, Александр Гончаров — бас-гитара, бэк-вокал, Игорь Черевко — барабаны. Группа является постоянным участником различных байкерских слётов и фестивалей (Малоярославец, Гусь-Хрустальный, Мото-Родня и т. д.). Группа много гастролирует, а также выступает и в московских клубах. В концертных программах группа исполняет новый материал, старые боевики из репертуара «Trek» и кавер-версии композиций таких мировых звезд как «AC/DC», «Nazareth» и др.
В 2014 г. группа «Республика Марс» записала русскоязычный кавер на песню Trek «Fucking Crazy». В версии «Республики Марс» песня называется «Стерва».

## Название группы
По заявлениям участников группы, название происходит от слова «trek», обозначающего ковбойскую повозку.

## Составы группы по годам
Первый состав
- Александр Облачнов — вокал
- Виталий Никуляк — бас-гитара
- Юрий «Peps» Мирошниченко — гитара, вокал
- Владимир Король — ударные

1980—1986
- Юрий «Peps» Мирошниченко — гитара, вокал
- Николай Пономарев — гитара
- Олег Белянский — бас-гитара
- Вячеслав Червяков — ударные

1986—1997
- Юрий «Peps» Мирошниченко — гитара, вокал (позднее к группе присоединяется вокалист Владимир Котов)
- Николай Пономарев — гитара
- Олег Белянский — бас
- Виталий Лукьянов (1995 год) — ударные, позднее — Андрей Алпатов

2006—2011
- Юрий «Peps» Мирошниченко — гитара, бэк-вокал
- Фёдор Васильев — бас-гитара, бэк-вокал (экс-«Чёрный Кофе», «Круиз», «Ночные Снайперы», «GAiNA» и др.)
- Владимир Котов — вокал
- Игорь Черевко — барабаны (экс-«GAiNA», «Рифы»)

2013—2015
- Юрий «Peps» Мирошниченко — гитара, бэк-вокал
- Владимир Котов — вокал
- Александр Гончаров — бас-гитара, бэк-вокал
- Игорь Черевко — барабаны

Сессионные музыканты
- Сергей Царьогородцев - ударные

## Дискография
- 1982 — Магнитоальбом «Летящий за черту». Сюда вошли композиции, написанные в период с 1979 по 1982 гг. («Пески», «Мироздание», «Пользуйтесь услугами Аэрофлота», «Летящий за черту» и др.)
- 1995 — CD «Blessed to Feel»